# АрБат
АрБат или Армянский батальон — батальон специального назначения в составе интернациональной бригады «Пятнашка». Создателем батальона являлся Армен Саркисян, а командиром Айк Гаспарян (позывной «Абрек»). Численность батальона — 500 человек. Батальон состоит: из этнических армян граждан Армении и России, а также из армян Абхазии; жителей Горловки и бывших бойцов ЧВК «Вагнер». С июля 2023 года является подразделением в составе Вооружённых сил России.

## История
Армянский батальон «АрБат» был создан в сентябре 2022 года в составе «Дикой дивизии Донбасса». В состав новой армейской единицы вошли армяне граждане Армении и России, а также армяне Абхазии. Также в состав батальона вошли бывшие бойцы ЧВК Вагнер. Инициатором создания батальона выступил общественный деятель и меценат из Горловки Армен Саркисян. Более структурный характер подразделение получило после 1 июля 2023 года, когда был заключён контракт с Министерством обороны России.

### Боевой путь
После российского вторжения на Украину, у батальона специального назначения «АрБат» не было чёткой привязанности к определённому участку фронта. По мере необходимости подразделения батальона, включающие помимо штурмовиков также операторов беспилотников и специалистов по радиоэлектронной борьбе, отправляются на боевые задания на разные участки фронта. Известно что батальон оборонял[когда?] Горловку, участвовал в боях на Авдеевском направлении, и непосредственно в штурме Авдеевки. 22 апреля 2024 года совместно с штурмовым отрядом 15-й мотострелковой бригады, батальоном был захвачен посёлок Новобахмутовка и Соловьево.
После вторжения украинских войск в Россию, батальон был переброшен в Курскую область. 22 августа 2024 года, по утверждению российских военных блогеров, совместно с батальоном «Сармат» освободили посёлок Нечаев Курской области, а также деревню Нижняя Паровая. 15 сентября 2024 года, совместно с 382-м батальоном 810-й отдельной бригады морской пехоты Севастополя, взяли населённый пункт Борки. 8 и 9 декабря 2024 года армянский батальон совместно с другими подразделениями российской армии участвовал в освобождении Плёхово.

### Подготовка северокорейских солдат
По утверждению одного из российских «военкоров», база «АрБата» являлась одним из центров, где под контролем инструкторов армянского батальона проходили подготовку северокорейские солдаты.

### Наём индонезийцев
В ряде источников в 2024 году сообщалось, что «Арбат» начал наём индонезийцев в свой батальон. Посольство Индонезии в Москве опровергает эту информацию.

### Подготовка переворота в Армении
По утверждению ряда источников (и Следственного комитета Армении) в 2024 году Россия готовила переворот в Армении, для чего тренировала боевиков на базе «Армянского батальона» близ Ростова-на-Дону. В то же время «Институт изучения войны» не смог подтвердить местонахождение этой базы. Сообщалось, что в течение 2024 года ряд граждан Армении и бывших жителей Нагорного Карабаха за месячную зарплату в 220 000 рублей участвовали в трёхмесячных учениях на территории России. Завербованные разными группами направлялись в Ростов-на-Дону Российской Федерации, проходили предварительную проверку, в том числе с помощью полиграфа, на предмет выявления их личных качеств и политических взглядов, а также их связи с правоохранительными органами Армении.

## Состав
Батальон специального назначения «АрБат» в основном состоит из штурмовиков. Помимо штурмовиков в подразделении имеются снайперы, операторы БПЛА, а также группы по радиоэлектронной борьбе (РЭБ).

## Персоналии
Основателем подразделения является Армен Нагапетович Саркисян (известен также как Армен Го́рловский). До 2014 года являлся представителем депутата Верховной рады Юрия Иванющенко в Горловке, а также совладельцем нескольких предприятий в городе. Президент федерации бокса самопровозглашённой ДНР (ранее вице-президент Федерации бокса города Горловка и Донецкой области). По данным украинских СМИ, в 2014 году Киев выдал международный ордер на арест Саркисяна за насилие в отношении протестующих во время Евромайдана. СБУ называла его криминальным авторитетом, входящим в ближайший круг Виктора Януковича. Был ранен 3 февраля 2025 года в результате срабатывания самодельного взрывного устройства в жилом комплексе «Алые Паруса» в Москве. Скончался в больнице в этот же день от множественных травм.
С 2023 года командиром «Арбата» является уроженец Нагорно-Карабахской Республики и бывший наемник ЧВК «Вагнер» Айк Гаспарян с позывным «Абрек». В России он был приговорён к 7,3 годам лишения свободы за вооружённое ограбление с применением насилия, и отбывал наказание в колонии строгого режима; в 2022 году был завербован и отправился воевать в Украину.